# Найдич, Михаил Яковлевич
Михаил Яковлевич Найдич (7 декабря 1924, Кременчуг, Кременчугский уезд, Полтавская губерния, УССР, СССР — 27 февраля 2005, Екатеринбург, Россия) — уральский поэт-фронтовик, прозаик, автор многочисленных стихов, участник Великой Отечественной войны. Внес большой вклад в российскую литературу.

## Биография
Родился в городе Кременчуге Полтавской губернии в семье служащего.
В первые дни Великой Отечественной войны в возрасте 16 лет ушёл добровольцем на фронт. Служил в воздушно-десантных войсках, в артиллерийской разведке; принимал участие в боях на Украине, в Сталинграде и после нескольких тяжелых ранений лечился почти год в госпиталях Челябинска, Троицка, Уральска (Западный Казахстан).
Демобилизован по ранению в 1944 году, инвалид войны.
В 1946 году окончил среднюю школу № 6 в Уральске. С 1947 года жил в Свердловске.
В 1952 году окончил филологический факультет (отделение журналистики) Уральского госуниверситета им. А. М. Горького.
Член Союза российских писателей (1962).
Умер в 2005 году. Похоронен на Широкореченском кладбище.

## Творчество
Писать начал в 1948 году. Первая книга «Разведчики весны» вышла в 1956 г.
В разные годы стихи Михаила Найдича печатались в центральных газетах и журналах «Новый мир», «Знамя», «Октябрь», «Дружба народов», «Звезда», «Нева», «Молодая гвардия», «Огонек», «Москва», «Урал» и многих других.
Автор 25 поэтических сборников и четырёх книг прозы, одна из них — «Шинель на вырост» переиздавалась трижды (1959, 1964, 1975).
Считал, что состояние литературы всецело зависит от состояния нашего общества.
Представитель «лейтенантской» литературы, поэзия М. Найдича сохранила впечатления, душевные переживания, духовный мир участника непосредственной трагедии 1941—1945 гг.
- Богатство. Стихи. / М. Я. Найдич. — М.: Советский писатель, 1964. — 80 с.
- Чистый снег: стихи / М. Я. Найдич. — Свердловск, 1981. — 126 с.
- Верю, надеюсь, люблю.  / М. Я. Найдич. — Свердловск, 1984.
- Вместе. Стихи.  / М. Я. Найдич. — Свердловск, 1987.
- Для Вас: Новая лирика / М. Я. Найдич. — Екатеринбург: Банк культур. информ., 2001. — 61 с.
- Годы твои и мои: избр. лирика / М. Я. Найдич. — Екатеринбург: Банк культур. инфор., 2002. — 398 с. — (Библиотека поэзии Каменного пояса).
- Муза в солдатской шинели // Вечерний Свердловск. — 1982. — 11 февраля.
- «Здесь мало поэта — здесь нужен солдат» // На смену! — 1983. — 26 января.
- Найдич Михаил Яковлевич // Знаменательные и памятные даты по Свердловской области на 1994 год. — Екатеринбург, 1993. — С. 69—70.
- Звезды, вселяющие надежду; В одном городе: рассказы / М. Я. Найдич // Версты мужества : Екатеринбургские писатели-фронтовики о Великой Отечественной войне / сост. С. Шмерлинг. — Екатеринбург, 1995. — С. 297—316.
- «Жизнь движется из высказанных слов…»: стихи / М. Я. Найдич; предисл. от ред. // Вечерний Екатеринбург. — 1999. — 7 декабря.
- Если откровенно / М. Я. Найдич // Автограф: Екатеринбургские писатели о себе. — Екатеринбург, 2000. — С. 253—258.
- Левин Ю. А. Михаил Найдич // Солдаты Победы: док. проза: повесть, рассказы, очерки, публицистика / Юрий Левин. — Екатеринбург, 2005. — С. 738—741.

## Награды и признание
Награждён орденами Славы III степени (16.06.1976), Отечественной войны II степени (06.04.1985), Знак Почета, 11 медалями.
Удостоен премий литературных конкурсов газеты «Комсомольская правда», журнала «Советский воин».
Лауреат премии им. П. П. Бажова (1995) за книгу стихов «Неизбежность горизонта», премии Губернатора Свердловской области (2003).